# 2015 GT50
2015 GT50 ist ein Planetoid, der am 13. April 2015 am Mauna Kea entdeckt wurde und zur Gruppe der Kuipergürtel-Planetoiden gehört. Der Asteroid läuft auf einer hoch exzentrischen Bahn in über 6000 Jahren um die Sonne. Die Bahnexzentrizität seiner Bahn beträgt 0,88, wobei diese 8,78° gegen die Ekliptik geneigt ist.